# Jean Monod
Pour les articles homonymes, voir Monod.
Jean Paul Frédéric Monod, né le 23 novembre 1822 à Paris et mort le 11 avril 1907 à Pau, est un pasteur et théologien français. Il est professeur à la faculté de théologie protestante de Montauban à partir de 1864, et doyen de la faculté.

## Biographie
Jean Monod est le fils du pasteur Frédéric Monod et de Constance de Coninck. Il fait ses études à la faculté de théologie protestante de Montauban, où il soutient en 1846 une thèse de baccalauréat intitulée « Introduction à l'Épître de saint Jacques ». Il est pasteur de l'Église réformée de Marseille-Grignan, puis à Nîmes.
Il est ensuite professeur de dogmatique à la faculté de théologie protestante de Montauban. Il est nommé doyen de la faculté en 1894.
En 1878, il est élu membre de l'Académie de Montauban, qu'il préside en 1885-1886. Il est inhumé dans la section protestante du cimetière urbain de Pau.

## Distinctions
- 1880 : chevalier de la Légion d'honneur[4]
- 1885-1886 : président de l'Académie des sciences, belles-lettres et arts du département de Tarn-et-Garonne